# Rocca dei Borgia

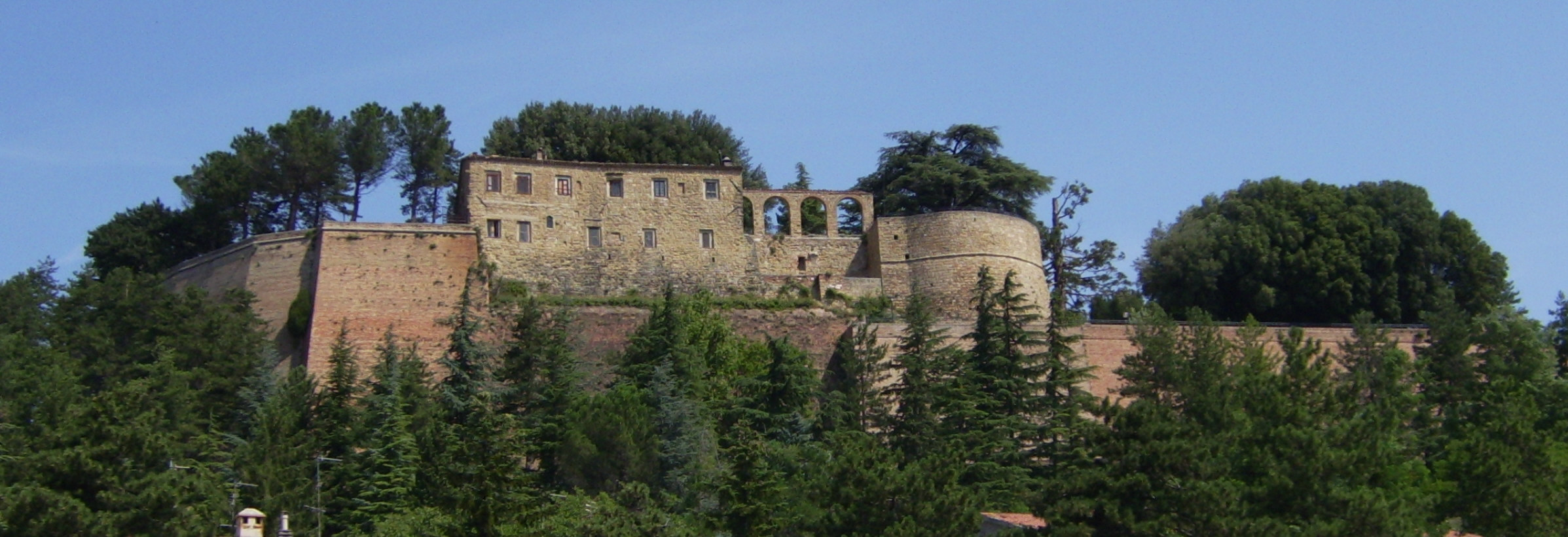
O Rocca dei Borgia

O Rocca dei Borgia é um castelo do século 16 em Camerino, em Marche, Itália, originalmente construído para Cesare Borgia .
O castelo foi projetado por Ludovico Clodio para Cesare Borgia e foi concluído em 1503. Foi originalmente construído para impor o domínio dos Borgia sobre Camerino e a área circundante, após a derrota de Cesare sobre o Da Varano.